# Daniel Dor
Daniel Dor (* 1986 in Tel Aviv) ist ein israelischer Jazzmusiker (Schlagzeug).

## Leben und Wirken
Dor wurde in eine Musiker- und Künstlerfamilie geboren und war schon als kleines Kind mit auf den Tourneen der Vokalband seiner Eltern. Er erhielt zunächst Musikunterricht am Klavier, war aber von klein auf vom Schlagzeug fasziniert; im Alter von zehn Jahren erhielt er Privatunterricht. Nach einer Ausbildung an der Thelma-Yellin High School und der Rimon School for Jazz and Contemporary Music in Israel schloss er sein Studium mit Auszeichnung an der New School for Jazz and Contemporary Music in New York ab. 
Seit 2013 gehört Dor zur Band von Avishai Cohen (From Darkness); aktuell ist er mit dem Sextett von Ken Thomson auf Tournee. Weiterhin trat er mit Kurt Rosenwinkel, Noa, Billy Harper, Matisyahu, Robert Sadin, Diego Urcola und Dorantes auf und spielte auf zahlreichen Jazzfestivals auf der ganzen Welt, darunter dem North Sea Jazz Festival, dem Bern Jazz Festival, dem IASJ Festival und dem IAJE Jazz Festival. Er ist auch auf Alben von Nitai Hershkovits, Marta Sánchez (El Rayo de Luz, 2019), Daniel Zamir und Shachar Elnatan zu hören. 2019 gehört er auch dem Quartett von Itamar Borochov an.

## Preise und Auszeichnungen
Im Jahr 2007 gewann Dor während seines Studiums an der Rimon School den 1. Preis bei der nationalen „Jazz Player of the Year Competition“. Er erhielt außerdem drei Stipendien der America-Israel Culture Foundation sowie drei Eubie Blake Scholarship Fund Merits für seine besonderen Talente und Fähigkeiten. 